# Лінійний крейсер

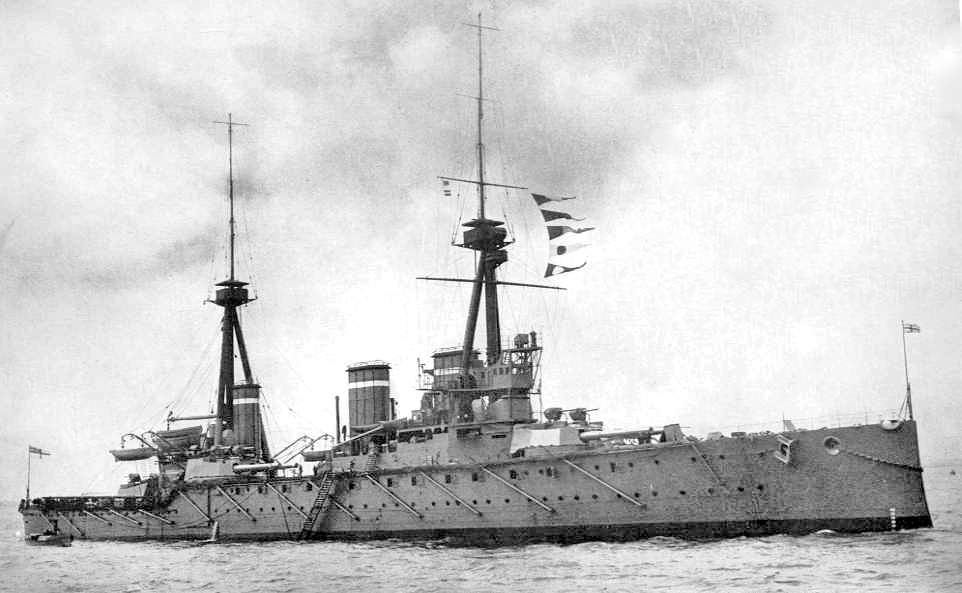
Перший у світі лінійний крейсер HMS «Інвінсбл». Королівський військово-морський флот Великої Британії

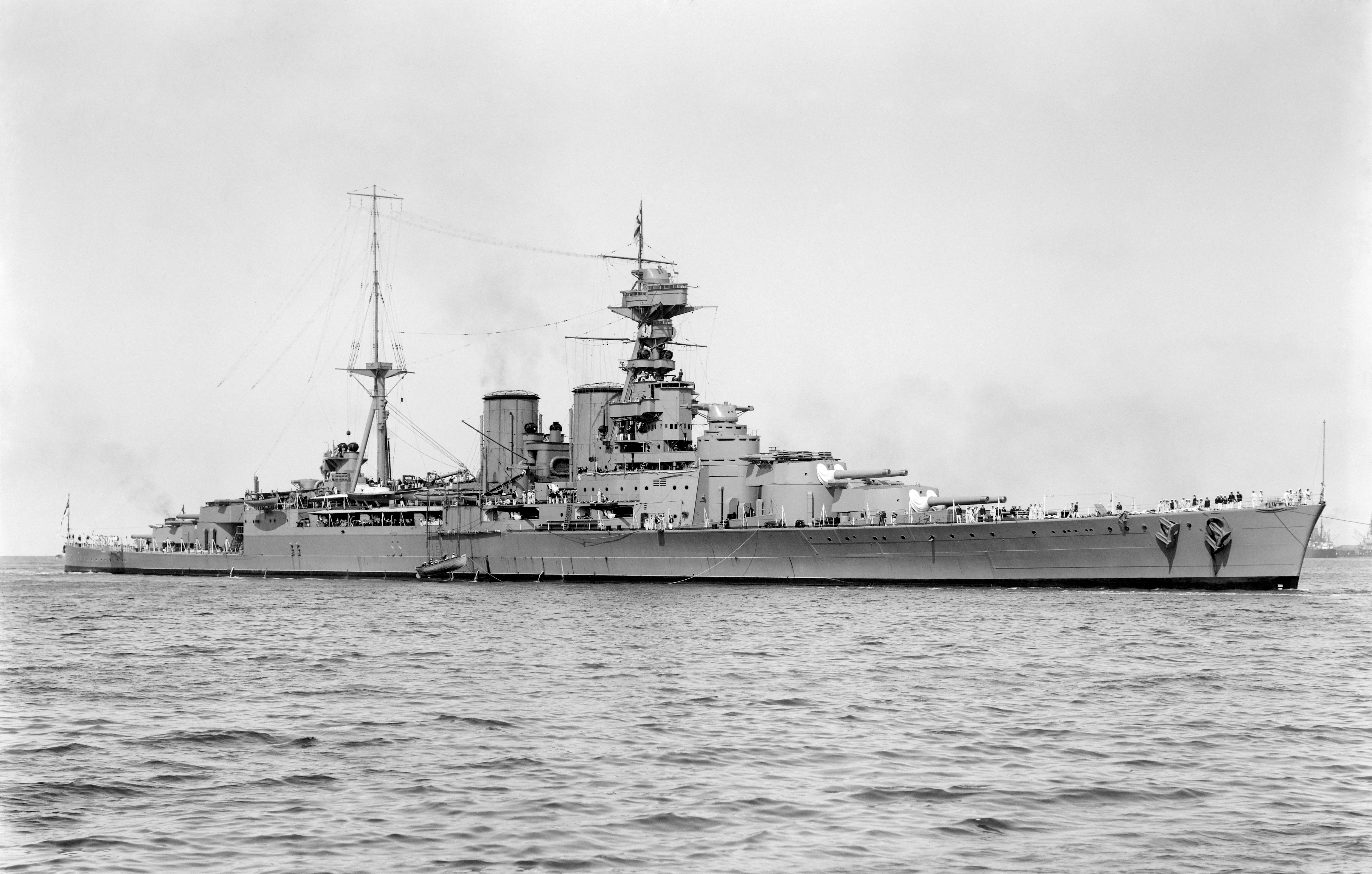
Найбільший у світі лінійний крейсер HMS «Худ». Королівський військово-морський флот Великої Британії

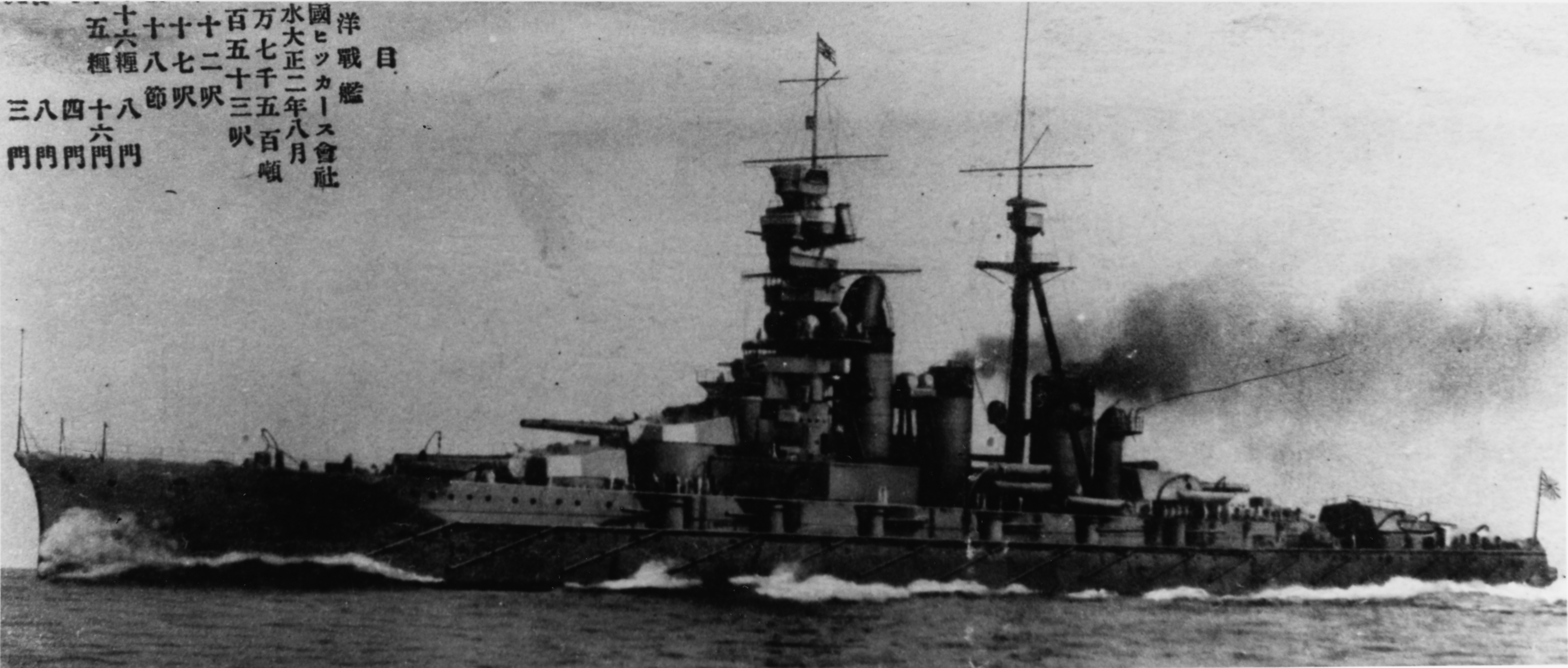
Японський лінійний крейсер «Конго». Імперський флот Японії

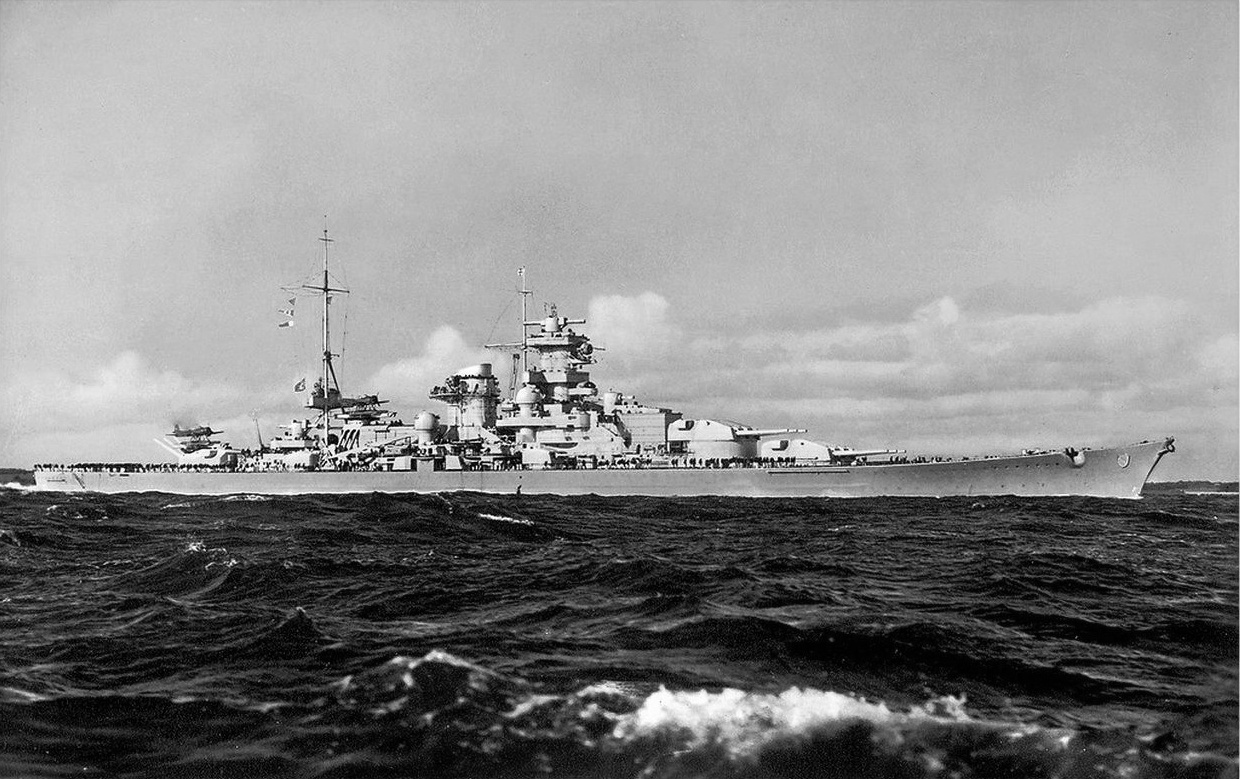
Німецький лінійний крейсер «Шарнгорст». Крігсмаріне

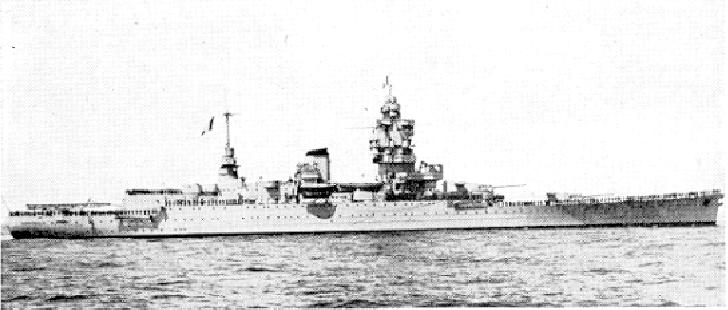
Французький лінійний крейсер «Дюнкерк». Військово-морські сили Франції

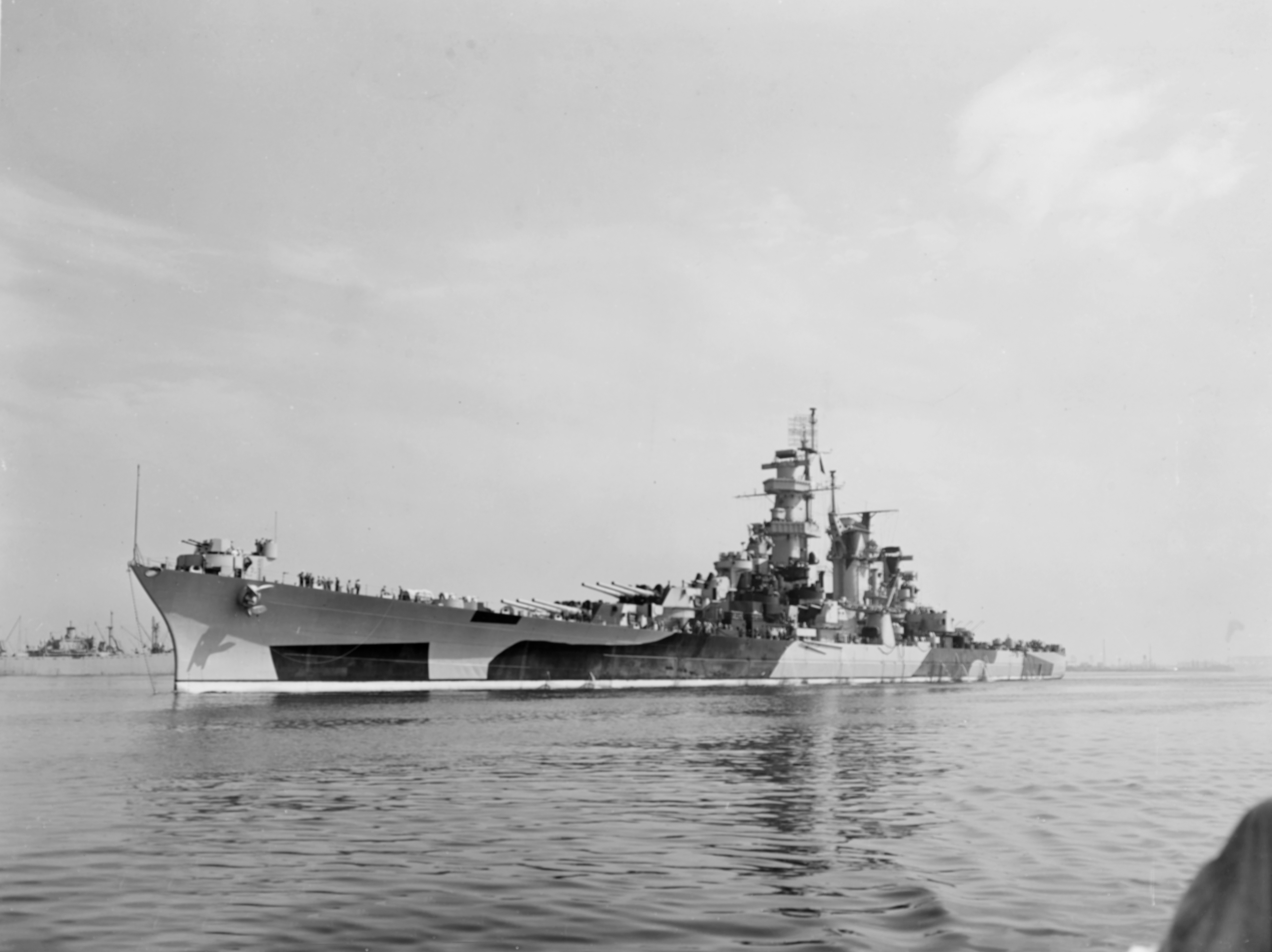
Американський великий (лінійний) крейсер USS «Аляска». ВМС США

Лінійний кре́йсер — бойовий надводний корабель, різновид лінійного корабля. Перевершував його швидкістю, але дещо поступався за потужністю броньового захисту та, іноді, артилерійського озброєння. Лінійні крейсери призначалися для боротьби з крейсерами противника, початку бою лінійних сил і набігових дій.

## Зміст
Перший лінійний крейсер, англійський HMS «Інвінсбл», був спущений на воду в 1907 році. Його водотоннажність 17 300 т, швидкість 26,5 вузла (43 км/год), озброєння: вісім 305-мм і шістнадцять 102-мм гармат. Лінійні крейсери стали будуватися також у Німеччині і Японії. У 1913 в Російській імперії були закладені 4 лінійні крейсери типу «Ізмаїл» водотоннажність 32 500 т, озброєння: дванадцять 356-мм, двадцять чотири 130-мм, вісім 75-мм гармат, швидкість 27 вузлів (близько 44 км/год). За потужністю артилерійського озброєння і броньовому захисту ці лінійні крейсери перевершували усі, що були і що тільки будувалися за кордоном, проте вони до строю не увійшли.
На початок Першої світової війни на всіх флотах знаходилося і закінчувалося будівництво 27 лінійних крейсерів. У ході бойових дій на морі виявилася велика вразливість лінійних крейсерів від артилерійського вогню. 31 травня 1916 в Ютландському бою від артилерійського вогню вибухнули англійські лінійні крейсери HMS «Інвінсбл», «Індіфатігебл», «Куїн Мері», затонув німецький «Лютцов». Під кінець війни броньований захист лінійних крейсерів почав збільшуватись, натомість збільшилась і швидкість лінійних кораблів, тож межа між цими двома класами почала розмиватися. Крім того обмеження на тоннаж лінкорів, запровадженні Вашингтонською морською угодою 1922, у якій лінійні крейсери були зараховані як лінійні кораблі, змусили зробити вибір не на користь дорогих, але, по суті спеціалізованих кораблів, якими були лінійні крейсери.   
У 20-х рр. усі японські лінійні крейсери (4) при модернізації були перероблені на лінкори (посилено бронювання при деякому зниженні швидкості). Частина недобудованих англійських, американських та японських лінійних крейсерів була переобладнана в авіаносці.
На початок Другої світової війни 3 лінійних крейсери мала тільки Велика Британія. Її найбільший у світі лінійний крейсер «Худ» (побудований в 1918 р., водотоннажність 46 000 т) вибухнув 24 травня 1941 під час бою з німецьким лінкором «Бісмарк», лінійний крейсер «Ріпалс» був потоплений японською авіацією 8 грудня 1941, а однотипний «Рінаун» після війни зданий на злам.
Термін "лінійний крейсер" використовувався в англомовних джерелах для позначення радянських крейсерів проекту 1144 "Орлан". Хоч ці важкі атомні ракетні крейсери не несли потужної броні, а їх основною зброєю були протикорабельні ракети, тоннаж кораблів був сумірний лінійним крейсерам часів Першої світової війни та вдвічі перевищував сучасні їм ракетні крейсери.